# 胡子萍
胡子萍（1908年—？），浙江兰溪人，中華民國政治人物，中國國民黨籍，退役中華民國陸軍少將、第三屆花蓮縣縣長。也是迄今唯一在中國大陸出身的縣長。胡子萍在縣長任內因「風倒木」案名噪一時，官司纏訟十餘年。

## 生平
胡子萍早年出身軍旅，退役後出任司調局花蓮站主任。
在第三屆花蓮縣長選舉國民黨黨內提名階段，現任縣長林茂盛（客家）籍亦爭取提名，然而胡子萍在客家籍的前省議員馬有岳支持下，獲得國民黨提名。:435在選舉中胡子萍受閩南籍人士支持，對上客家籍人士支持的徐輝國，最終胡子萍以六萬餘票擊敗徐輝國二萬餘票當選縣長。
| 號次 | 黨籍       | 姓名   | 得票   | 得票率 | 當選 |
| ---- | ---------- | ------ | ------ | ------ | ---- |
|      |            | 徐輝國 | 24,703 |        |      |
|      | 中國國民黨 | 胡子萍 | 60,087 |        |      |

胡子萍在縣長任內被視為政績平平，其中省府在花蓮市美崙建國宅，商得美國安全分署、美援會及農復會等有關單位的支持，得以付諸實施，全部工程自1959年8月開工，至1960年四月竣工。另一建設則是石梯坪建漁港，是胡子萍任內即著手興建，後因工程設計變更及包商涉訟而拖延甚久，至1963年縣長柯丁選努力奔走下，再度得到各方協助，而繼續施工。於東部產業道路計畫時的石梯炸岩工程竣工，在石梯坪附近設立人定勝天碑。
1960年，胡子萍捲入「風倒木」案。本案起因於徐輝國租地造林，併吞非核准的林地風倒木。而核准此公事的正是縣長胡子萍，為此胡子萍遭花蓮地檢處認為有「圖利他人」之嫌。為此胡子萍與花蓮地檢處首席檢察官趙采晨一度發生糾葛。在1960年6月2日胡子萍與繼任的縣長柯丁選交接日上，趙采晨當胡子萍將縣長交出印信後即時予以拘提傳訊，然而情保單位出身的胡子萍在得悉此事即早在當日零時五分就搭乘花東線鐵路普通車經臺東轉高雄市，潛逃臺北匿居，柯丁選則是由主任秘書宋家掄手中接下印信。撲空的趙采晨即派屬下檢察官徐承志搭班機赴臺北「追捕」，此案在1960年至1962年間轟動一時。最終胡子萍申請此案移轉宜蘭地檢處，以避開趙采晨。本案官司纏訟十餘年之久，雖然最終胡子萍獲得平反，但他晚年潦倒而逝。

## 相關書籍及傳記
- 〈胡子萍含恨離別人間〉，台灣時報社集體探訪，《政海浮沉錄》，鳳山市：《台灣時報》社，1977年9月。

## 外部連結
- 花蓮縣全球資訊服務網－歷任縣長

| 中華民國政府職務 | 中華民國政府職務                             | 中華民國政府職務 |
| ---------------- | -------------------------------------------- | ---------------- |
| 花蓮縣政府       |                                              |                  |
| 前任： 林茂盛    | 花蓮縣縣長 第三屆 1957年6月2日－1960年6月2日 | 繼任： 柯丁選    |